# Pintor de Tánatos

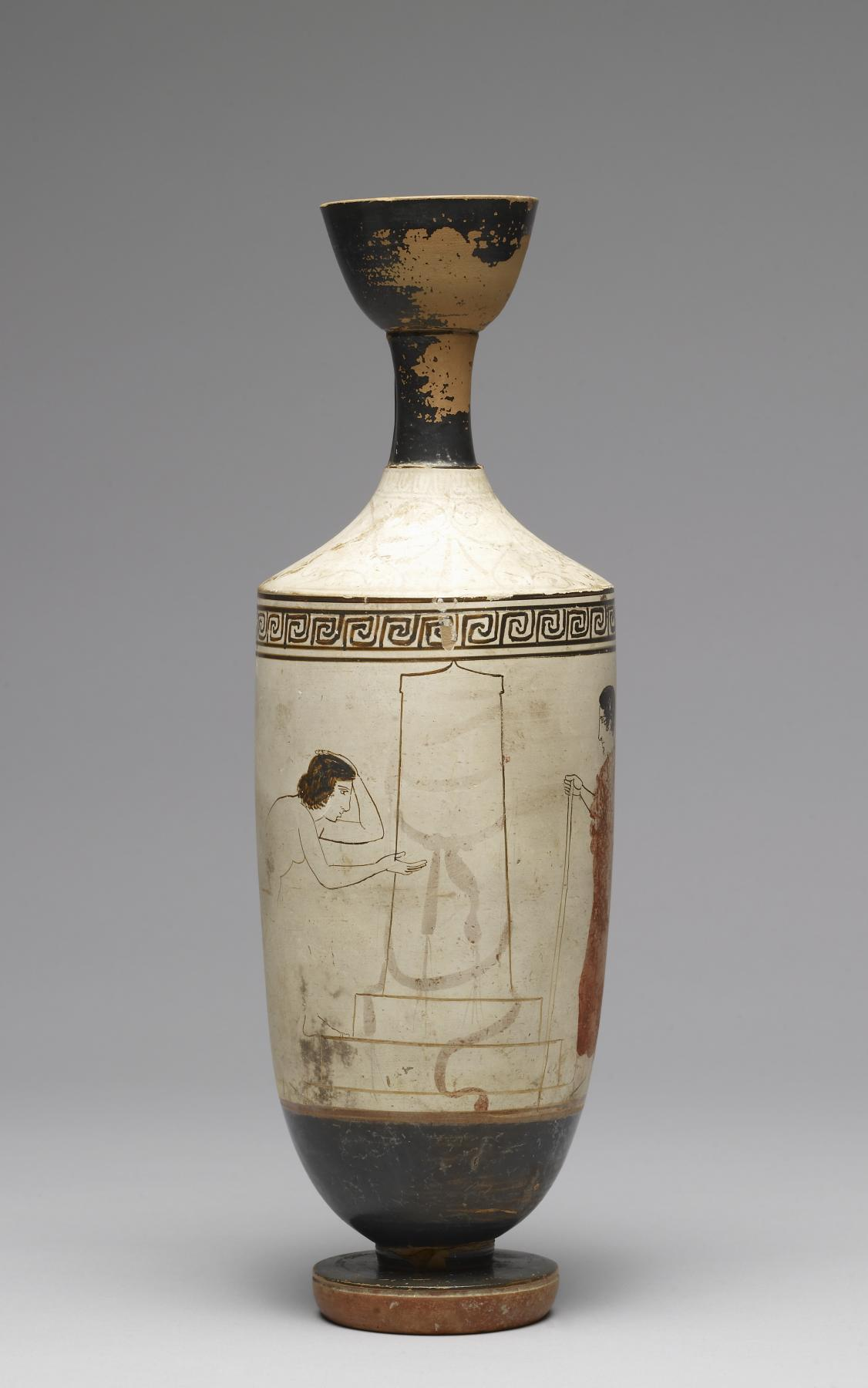
Mujer de luto ante una tumba.

El Pintor de Tánatos (siglo V a. C.) fue un pintor ateniense de vasos de la Antigua Grecia que pintó escenas de muerte en lécitos cilíndricos de fondo blanco. Todos los lécitos encontrados del Pintor de Tánatos tienen escenas sobre la muerte o relacionadas con ella, incluido el dios epónimo de la muerte, Tánatos, que se lleva los cadáveres.

## Lécitos

### Lécito de la mujer en duelo
Un ejemplo de lécito de fondo blanco (440-430 a. C.) del Pintor de Tánatos es un vaso del Museo Walters de Baltimore. La mujer está de luto por un familiar fallecido. Hay una figura masculina que se acerca por el lado derecho del lécito y que no es vista por la mujer. Es una representación del familiar fallecido. Los griegos creían que el difunto permanecía sobre su tumba después de la muerte.
El hombre fallecido es el foco principal de la pintura debido al color rojo de sus ropas. Dado que se trata de un lécito de su tumba, él es el foco principal como un recordatorio para llorar su muerte. La mujer también está inclinada, lo que lleva la mirada a la estela de la tumba y, finalmente, al hombre, haciéndolo aún más protagonista. La tumba tiene una cinta o cuerda que se mueve de un lado a otro, lo que hace que la mirada vaya de un lado a otro entre las dos figuras.

### Lécito de Hipnos y Tánatos

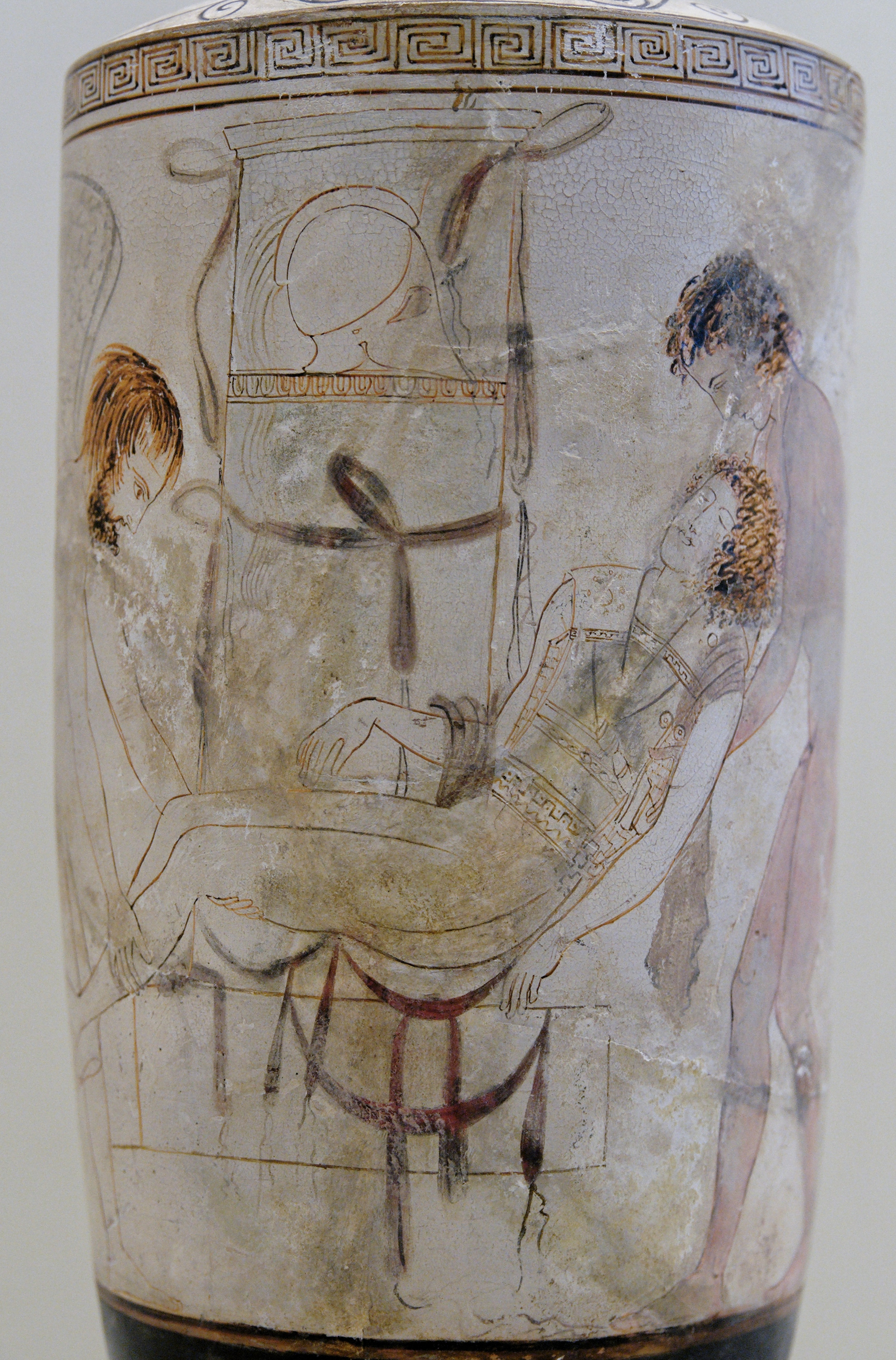
Hipnos y Tánatos llevando el cuerpo de Sarpedón desde el campo de batalla de Troya.

Otro ejemplo de lécito de fondo blanco (435-425 a. C.) del Pintor de Tánatos es el de Hipnos y Tánatos llevando a Sarpedón. Se encuentra en el Museo Británico. En el lécito, Hipnos, el dios griego del sueño, y Tánatos, el dios griego de la muerte, llevan a Sarpedón, que era hijo de Zeus. Sarpedón era uno de los hijos predilectos de Zeus y este encomendó a Hipnos y Tánatos que llevaran el cuerpo de Sarpedón al lugar donde sería enterrado en Licia.
El Sueño está cerca de la cabeza de Sarpedón y la Muerte está cerca de sus pies. El Sueño está casi acunando la cabeza de Sarpedón y esta está colocada encima del corazón del Sueño. Esto podría simbolizar el hecho de que Zeus mantiene a Sarpedón cerca. La estela de la tumba está en una zona para evitar que haya una gran zona en blanco. Si no estuviera donde está, habría un enorme hueco entre la cabeza de la Muerte y las cabezas de las otras dos figuras. La estela permite la continuidad en toda la composicióm.
Los ojos de esta composición miran a diferentes sujetos. El Sueño y la Muerte miran a Sarpedón, casi como si tuvieran cuidado con lo que hacen. El casco de la estela de la tumba está mirando a Sueño, o justo por encima de su cabeza. Esto podría ser el casco mirando hacia el futuro o levantando sus “ojos” hacia el cielo. Los ojos de Sarpedón están entreabiertos y miran al espectador. Esta imagen está presente en muchas otras formas de cerámica, y especialmente relacionada con el contexto funerario.

## Lécitos en contexto funerario
Los lécitos de fondo blanco se utilizaban específicamente en el contexto funerario y a veces se utilizaban para sustituir a las estelas de las tumbas. Los lécitos se utilizaban para contener el aceite funerario, normalmente aceite de oliva. La mayoría eran huecos, excepto la “copa” superior que contenía el aceite, por lo que el lécito siempre parecía lleno. Este aceite se utilizaba para lavar el cuerpo del difunto, y luego se envolvía el cuerpo en un paño limpio. Esto ayudaba a preparar el cuerpo para la otra vida. Los lécitos tenían diferentes escenas que representaban la muerte, como: inhumación, procesión (ecforá) y visitas a las tumbas.
Tenían escenas de la muerte pintadas de forma vibrante y detallada como punto central de la cerámica. Los lécitos de mármol podían utilizarse como marcadores de tumbas y tenían esculturas en relieve pintadas, en lugar de solo pintadas como los lécitos de terracota. Algunos lécitos de mármol se utilizaban como marcador de tumba para una parcela familiar, en lugar de para una sola persona.